# Piper externum
Piper externum är en pepparväxtart som beskrevs av William Trelease. Piper externum ingår i släktet Piper och familjen pepparväxter. Inga underarter finns listade i Catalogue of Life.